# Phylidorea gracilistyla
Phylidorea gracilistyla är en tvåvingeart som beskrevs av Evgenyi Nikolayevich Savchenko 1973. Phylidorea gracilistyla ingår i släktet Phylidorea och familjen småharkrankar. Inga underarter finns listade i Catalogue of Life.